# Айя де ла Торре, Виктор Рауль
Виктор Рауль Айя де ла Торре (исп. Víctor Raúl Haya de la Torre; 22 февраля 1895 — 2 августа 1979) — перуанский политик левого толка. Основатель и многолетний лидер влиятельной перуанской политической организации «Американский народно-революционный альянс».

## Биография
Айя де ла Торре родился на севере Перу в городе Трухильо. В 1913 году он поступил в национальный университет в Трухильо для изучения литературы, где он познакомился и подружился со знаменитым перуанским поэтом Сесаром Вальехо.
Позже он поступил в Университет Сан-Маркос в Лиме, где он сыграл важную роль в проведении университетской административной реформы. Часть этой реформы касалась организации заочных курсов для рабочих которым преподавали студенты. Как считается, созданный Айя де ла Торре вечерний Народный Университет Гонсалес Прада для рабочих сформировал впоследствии основу его партии АПРА.

## Политическая карьера
В 1923 году, при президенте Легии, Айя де ла Торре был выслан из страны. В изгнании, в Мехико им был основан АПРА, пан-латиноамериканское движение получившее впоследствии определение апризм наибольшего влияния добившегося в Перу, на родине Айя де ла Торре. В Перу он смог вернуться только в 1931 году, и баллотировался на пост президента, выборы он проиграл Мигелю Санчесу Серро, оспаривал результаты выборов, но новый президент вступил в должность. В том же году Айя де Ла Торре был заключён в тюрьму, а его партия была запрещена до 1934 года, затем АПРА вновь была запрещена с 1935 по 1945 год. В 1945 году при поддержке АПРА на выборах победил Хосе Бустаманте и Риверо, но вскоре между президентом и Айя де ла Торре произошёл конфликт, следствием которого фактически стало восстание в 1948 году в Кальяо и запрещение АПРА. В ноябре того же года к власти пришли военные во главе с Мануэлем Одриа при котором Айя де ла Торре был вынужден укрываться в посольстве Колумбии, и вновь покинуть страну.
Власти Перу подали иск в Международный суд ООН, требуя признать несоответствующим нормам международного права предоставление убежища в дипмиссии лицу, обвиняемому в организации заговора в целях военного переворота. Международный суд ООН в решении от 20 ноября 1950 года признал, что Колумбия не имела права предоставлять при таких условиях убежище. После этого уже Колумбия обратилась в Международный суд ООН с просьбой разъяснить должна ли она выдать Айя де ла Торре перуанским властям. Международный суд ООН в решении от 13 июня 1951 года подтвердил, что хотя право убежища в посольстве у Айя де ла Торре закончилось 20 ноября 1950 года, но Колумбия может его не выдавать перуанским властям. В 1953 году Айя де ла Торре смог выехать из Перу.
В Перу он смог вернуться уже на следующий год, а в 1956 году АПРА была вновь легализована, тем не менее Айя де Ла Торре в основном продолжал жить за границей до 1962 года.
На президентских выборах 1962 года основными кандидатами были Виктор Рауль Айя де ла Торре, Фернандо Белаунде и бывший диктатор Мануэль Одриа. Де ла Торре набрал больше голосов чем остальные кандидаты, получив на один процент голосов больше чем Белаунде, но он не смог набрать необходимой по закону трети голосов, чтобы возглавить страну. Решение о том кто станет президентом в соответствии с Конституцией теперь должен был принять Конгресс. Де ла Торре вступил в союз с Мануэлем Одриа для того, чтобы последний стал президентом, но за десять дней до окончания президентского срока Мануэля Прадо военные совершили переворот и страну возглавил Рикардо Перес Годой. Новая администрация оказалась под сильным международным давлением и вынуждена была провести новые выборы в 1963 году на которых Айя де ла Торре потерпел поражение, а президентом стал Фернандо Белаунде Терри.
Партия Айя де ла Торре оставалась популярна в стране, её идеи поддерживались с переменным успехом различными слоями населения. В 1979 году Айя де ла Торре стал председателем Конституционной ассамблеи, которая разрабатывала новую конституцию Перу. 12 июля 1979 года, на смертном одре, подписал новую конституцию.

## Идеи
Основной идеей Айя де ла Торре была идея пан-латиноамериканизма, создание единого фронта Латинской Америки в мировой политике. Призывал отвергнуть американскую модель капиталистического общества, а также советского коммунизма («Ни Вашингтон, ни Москва»), считая что у Латинской Америки (сам он предпочитал термин Индо-Америка) свой собственный путь развития и должна быть своя политическая система, основанная на социалистической экономической модели.
Считал основной задачей установление всеобщей демократии, равных прав и уважения к коренному населению. Считал необходимым проведения аграрной реформы для установления коллективной собственности на землю, а также установление государственного контроля за промышленностью.
Айя де ла Торре выступал за свержение олигархических семей латифундистов, которые правили Перу с колониальных времён, заменив их новым социалистическим руководством. Однако в обмен на легализацию партии в 1950 годах ушёл от левых социалистических идей.
Впоследствии единоличное управление партией и стиль управление привели к оттоку из партии многих молодых и талантливых лидеров, ушедших в крайне левые марксистские организации.

## Личная жизнь
Айя де ла Торре привлекал внимание к своей личной жизни отсутствием каких либо связей с женщинами, он не был женат и многие считали его гомосексуалистом. На одном из собраний АПРА на вопрос о женитьбе произнёс свою знаменитую фразу исп. «El APRA es mi mujer y ustedes son mis hijos» — «АПРА моя жена, а вы (члены партии) мои дети». Подозрения в гомосексуализме использовались его политическими оппонентами как инструмент политической борьбы в католическом Перу. Доподлинно неизвестно ни об одной его сексуальной связи с мужчиной или с женщиной.
До сих пор имя Виктор Рауль является очень популярным в партии АПРА, и члены партии называют так своих детей.
В 2006—2011 годах Перу возглавлял Алан Гарсиа Перес, лидер АПРА и многолетний член партии.